# Bosco Chiesanuova
Pour les articles homonymes, voir Bosco et Chiesanuova.
Bosco Chiesanuova est une commune italienne de la province de Vérone dans la région Vénétie en Italie.

## Administration
| Période                                  | Période | Identité | Étiquette | Qualité |
| ---------------------------------------- | ------- | -------- | --------- | ------- |
|                                          |         |          |           |         |
| Les données manquantes sont à compléter. |         |          |           |         |

### Hameaux
Corbiolo, Lughezzano-Arzerè e Valdiporro

## Personnalités liées
- Giuseppa Scandola (1849-1903), née à Bosco Chiesanuova, religieuse, missionnaire au Soudan, reconnue vénérable par le pape François en 2014.
- Paola Pezzo (1969-), double championne olympique de VTT.

## Panorama près de Bosco Chiesanuova

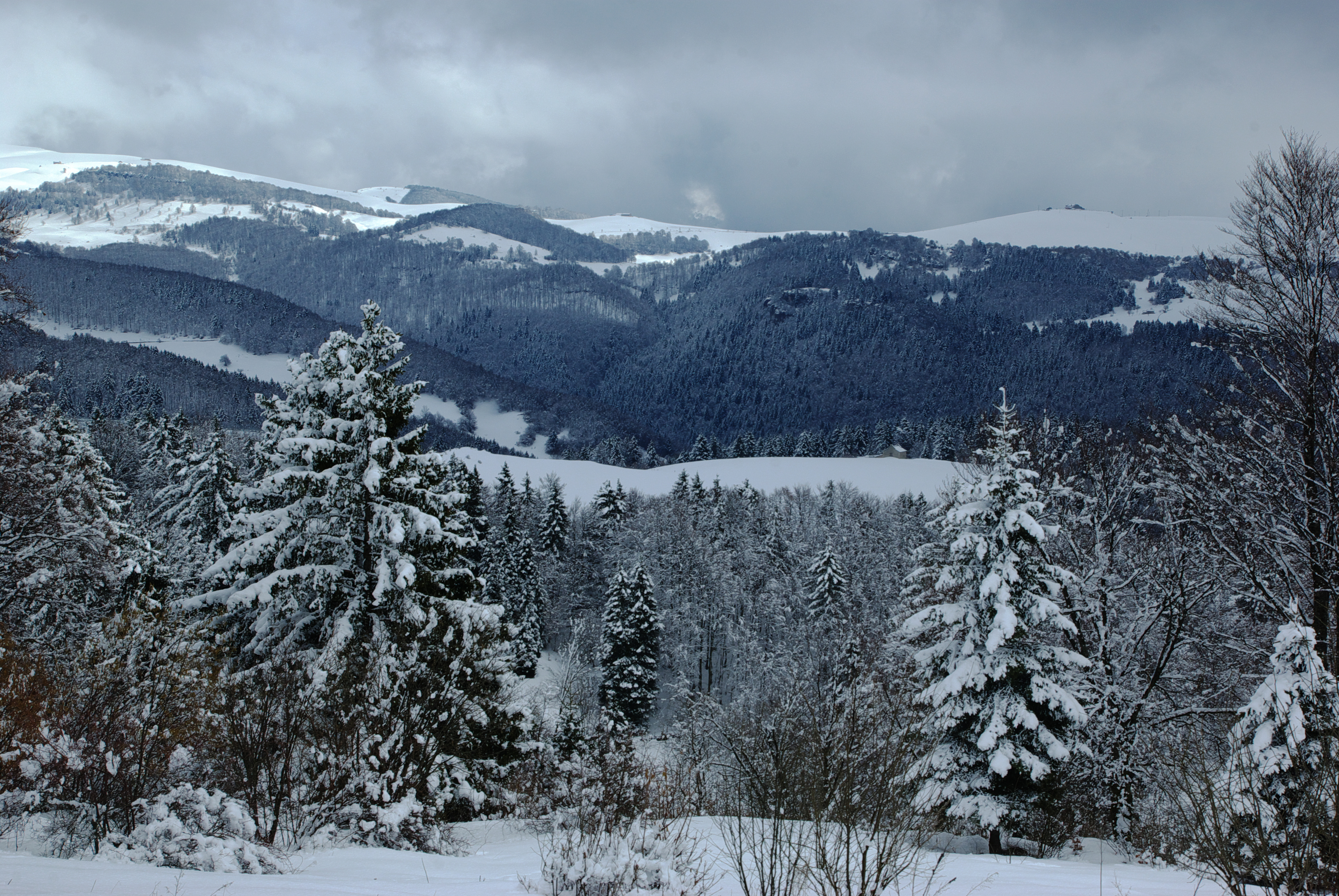
Panorama sur Grietz près de Bosco Chiesanuova ctg Lessinia 2013 2013
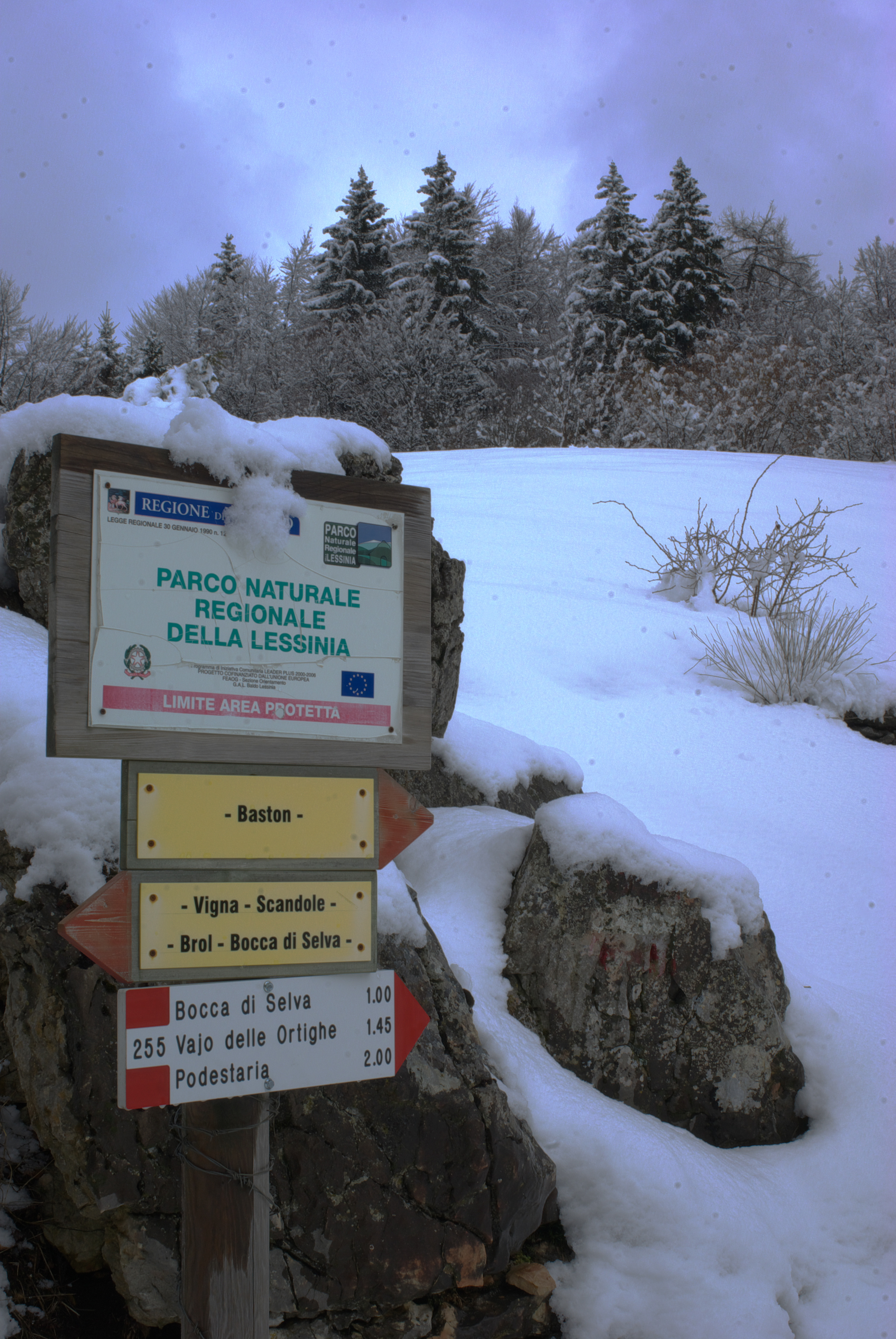
Une entrée pour le parc Lessinia près de Bosco Chiesanuova ctg Lessinia 2013
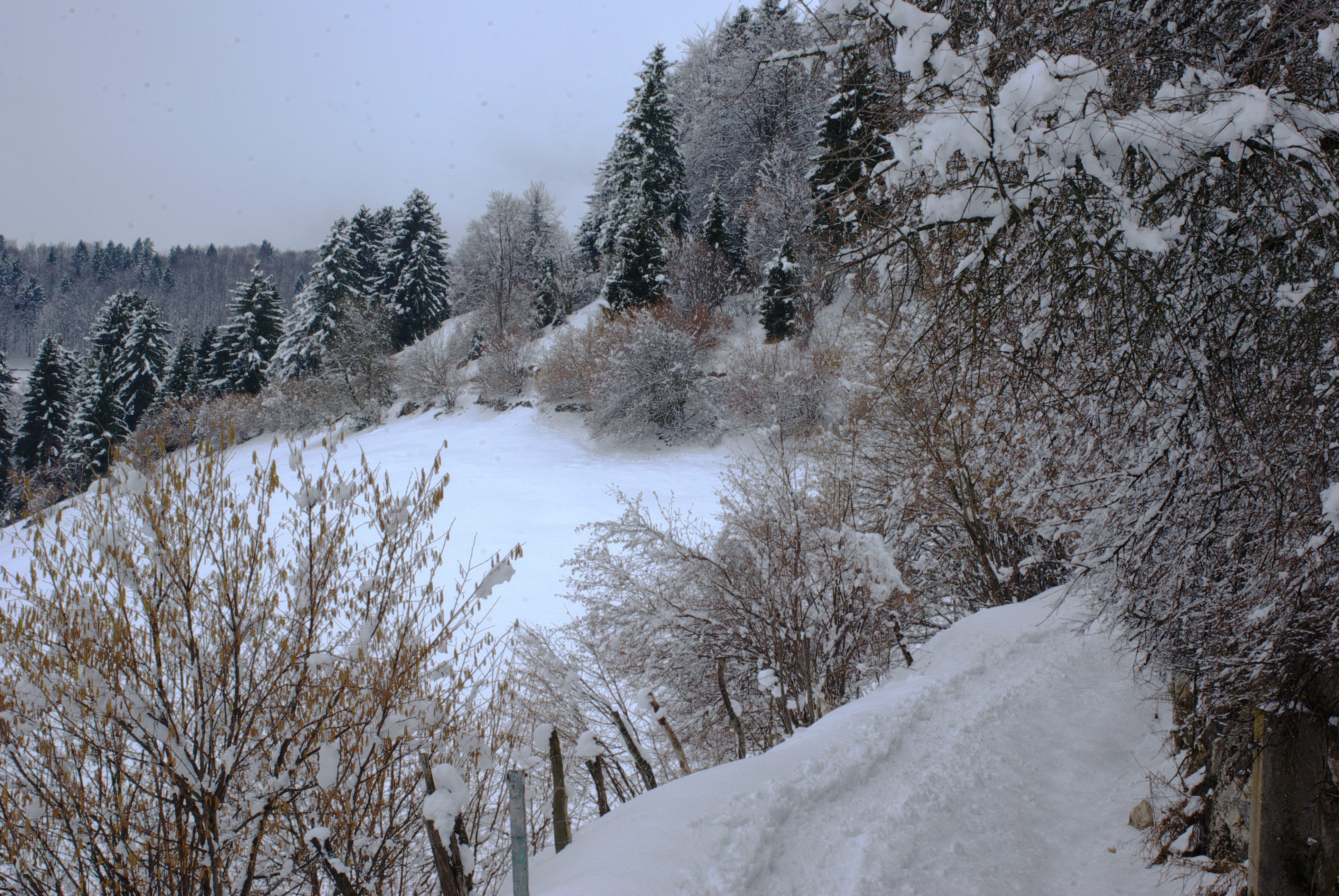
Panorama près de Bosco Chiesanuova  ctg Lessinia 2013
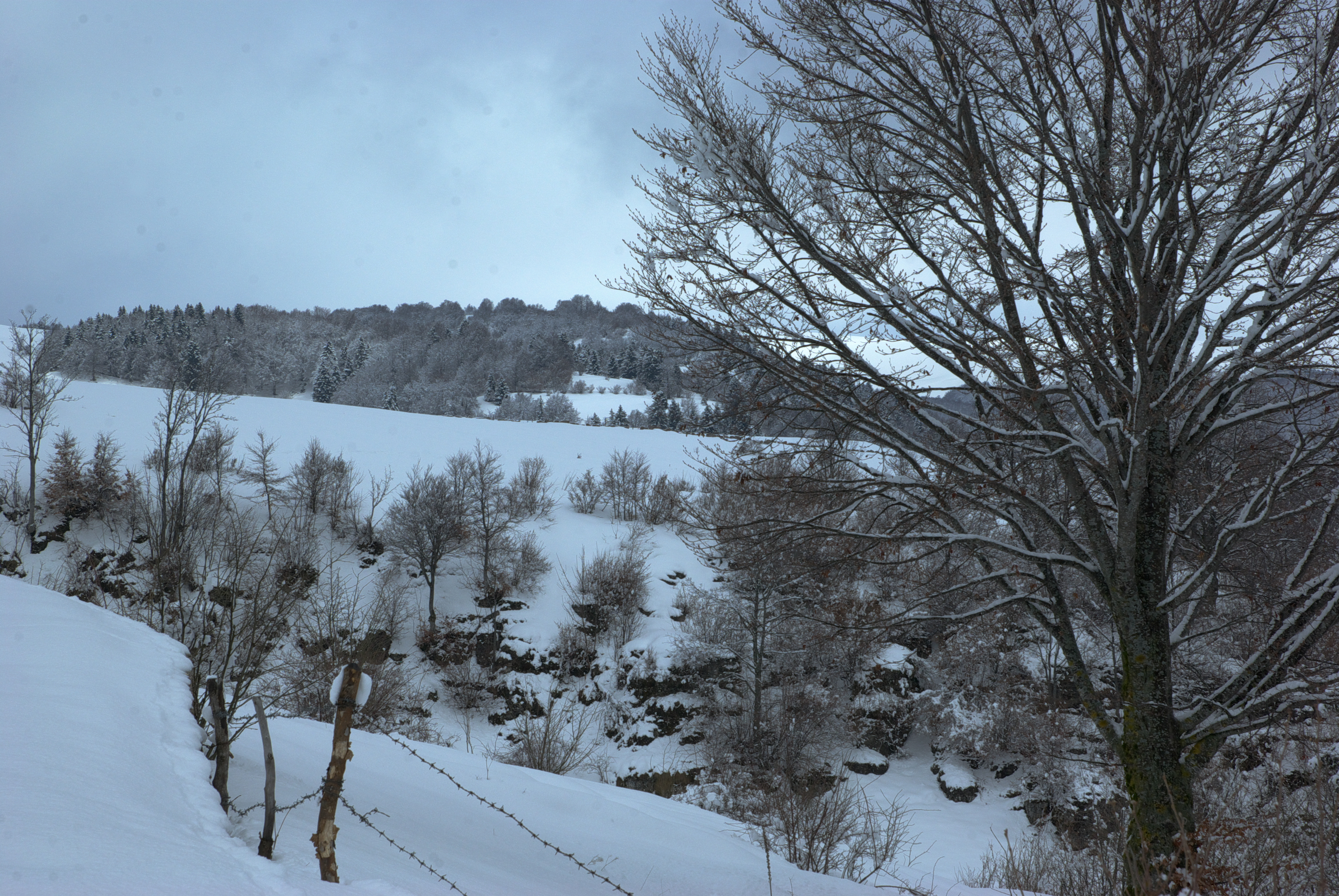
Panorama près de Bosco Chiesanuova  ctg Lessinia 2013
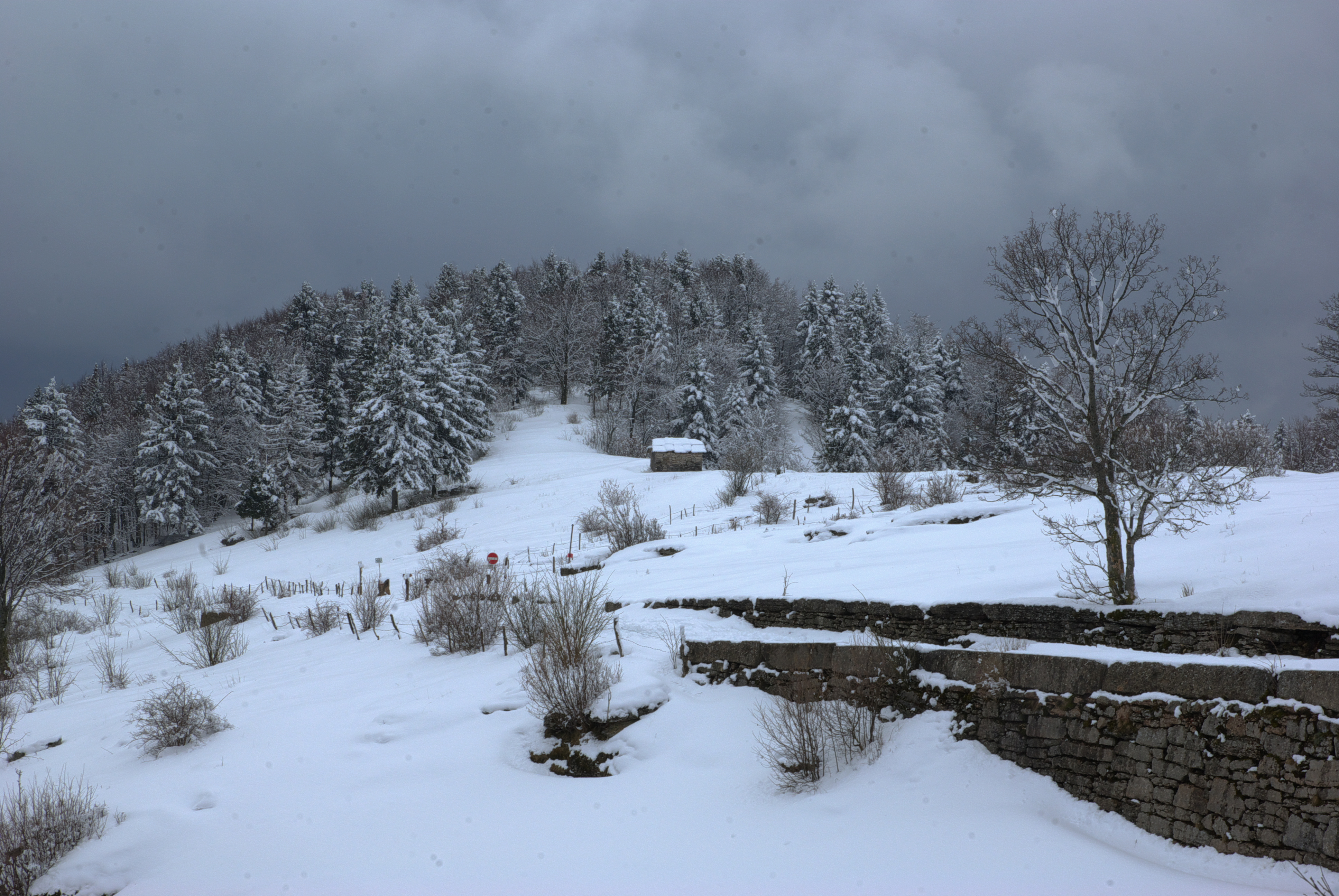
Panorama près de Bosco Chiesanuova  ctg Lessinia 2013
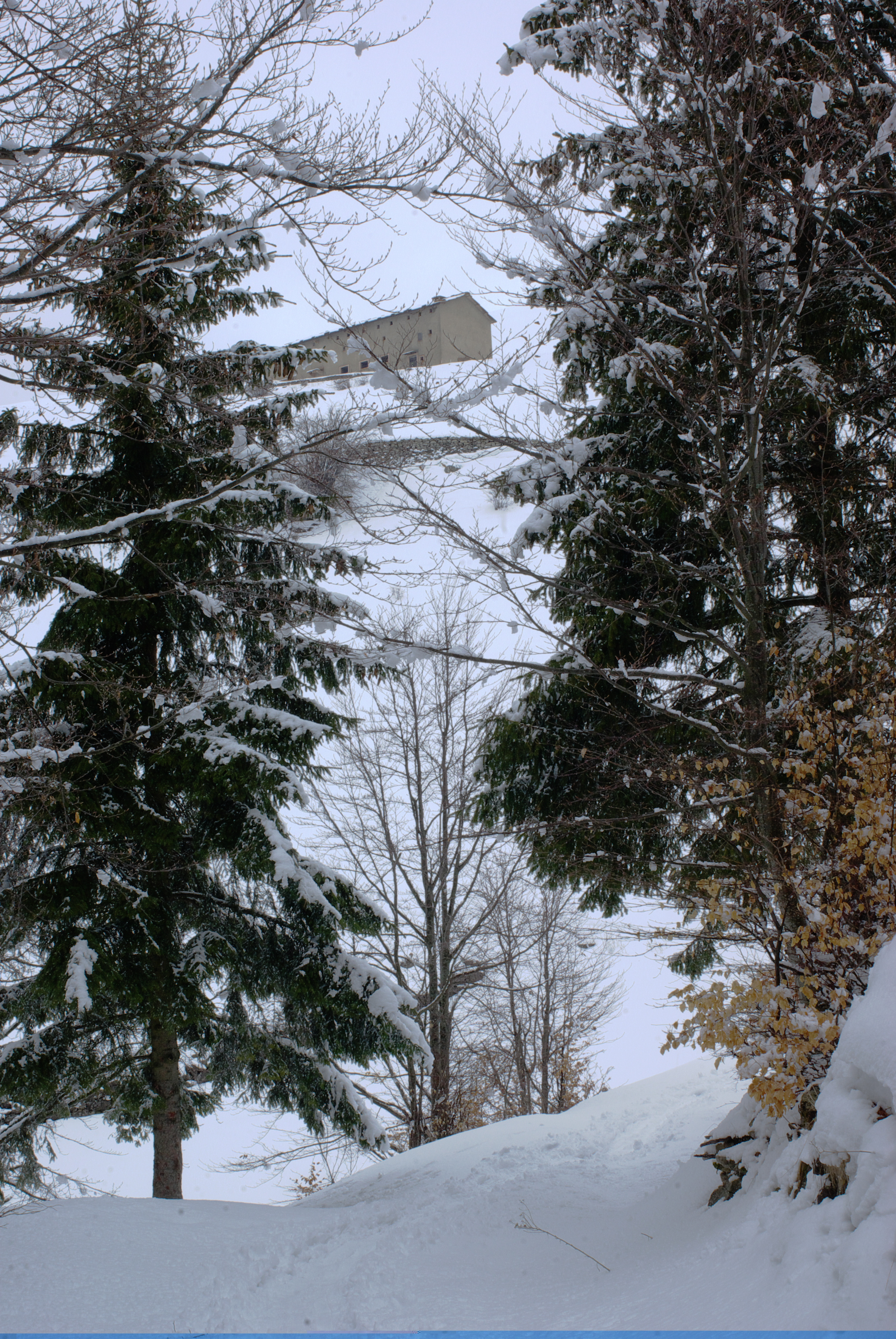
Panorama près de Bosco Chiesanuova  ctg Lessinia 2013

### Communes limitrophes
Ala, Cerro Veronese, Erbezzo, Grezzana, Roverè Veronese, Selva di Progno